# Terremoto de Jericó de 1927
El terremoto de Jericó de 1927 hace referencia al terremoto más potente y destructivo en la zona de Palestina durante el siglo XX, un suceso devastador que sacudió el Mandato británico de Palestina y Transjordania el 11 de julio de 1927 a las 13:04 (hora local). El epicentro del terremoto estuvo en la zona norte del Mar Muerto. Las ciudades de Jerusalén, Jericó, Ramla, Tiberíades y Nablus se vieron gravemente afectadas y se calcula que al menos 287 personas murieron.

## Terremoto
Vered y Striem (1977) ubicaron el epicentro del terremoto cerca del Puente Damya, en el Valle del Jordán, en las proximidades de la ciudad de Jericó. Una investigación posterior realizada por Avni (1999) situó el epicentro a unos 50 kilómetros más al sur de esta ubicación, cerca del Mar Muerto. El terremoto tuvo una magnitud de 6.3 MW y el epicentro se ubicó a 15 kilómetros de profundidad.

## Efectos

### Mandato británico de Palestina

#### Jerusalén
El número de muertos en Jerusalén superó las 130 personas y alrededor de 450 más resultaron heridas. Unas 300 casas se derrumbaron o quedaron críticamente dañadas, hasta el punto de no ser habitables. El terremoto también causó importantes daños a las cúpulas de la Iglesia del Santo Sepulcro y la Mezquita de al-Aqsa.

#### Nablus
El terremoto fue especialmente duro en Nablus, donde destruyó alrededor de 300 edificios, incluida la Mezquita An-Nasr y las zonas históricas de la Gran Mezquita de Nablus. Afectó especialmente a las viviendas ubicadas en la zona sur de la ciudad, en la ladera del Monte Guerizín y en la zona aluvial entre este y el Monte Ebal. Hubo más de 150 muertos y alrededor de 250 heridos.

#### Resto del Mandato
En Jericó se derrumbaron un puñado de casas, incluidos varios hoteles relativamente nuevos; en uno de ellos murieron tres turistas de la India. Ramla y Tiberíades también sufrieron importantes daños.

### Emirato de Transjordania
La ciudad más afectada de Transjordania fue as-Salt, en la que 80 personas murieron; otras 20 personas como mínimo murieron en el resto de Transjordania.

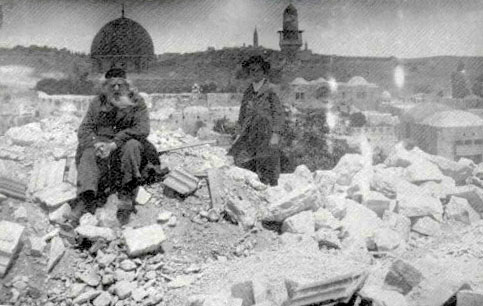
Destrucción en el Barrio Judío de Jerusalén
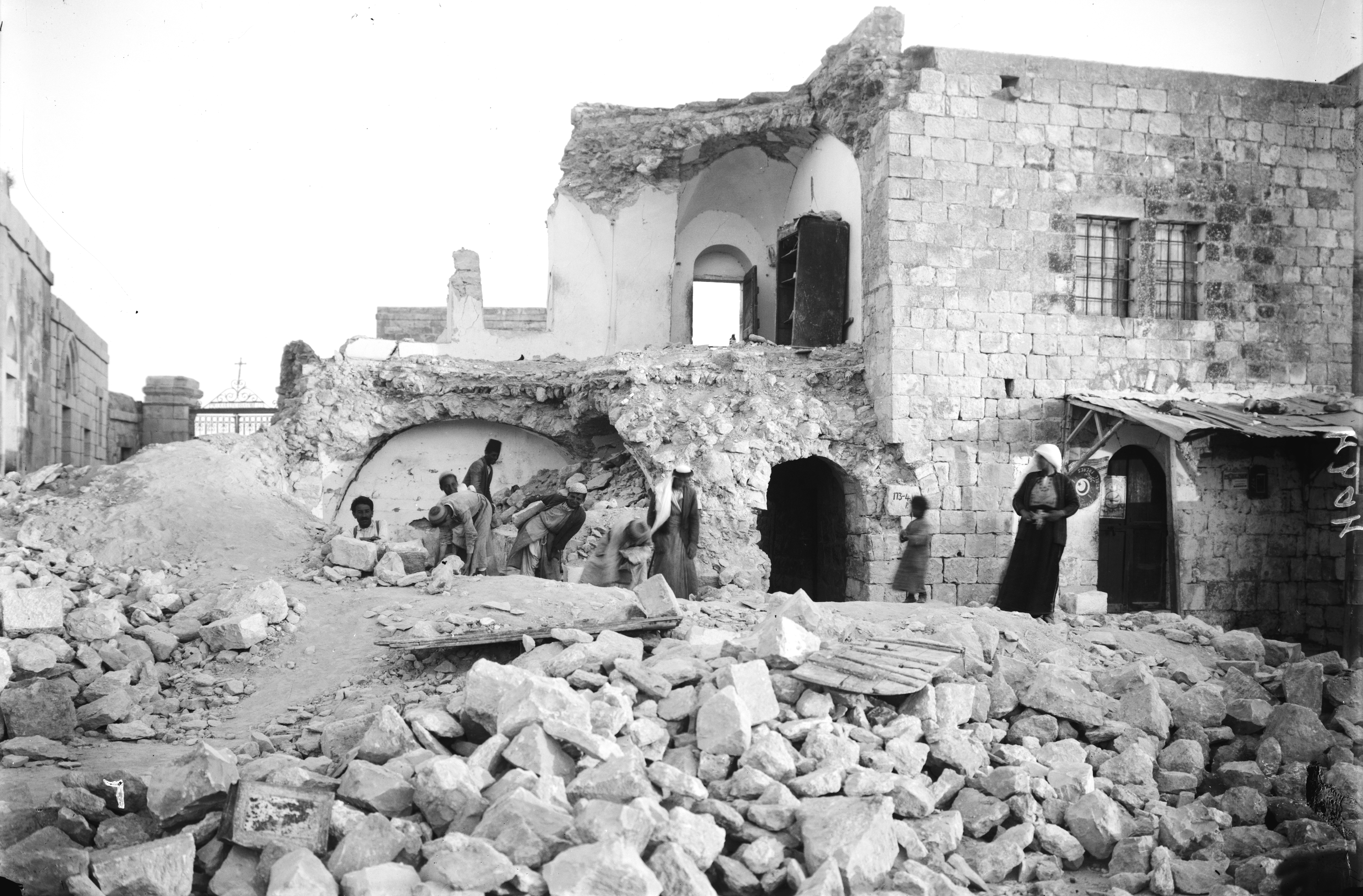
Una casa destruida en el Monte de los Olivos (Jerusalén)
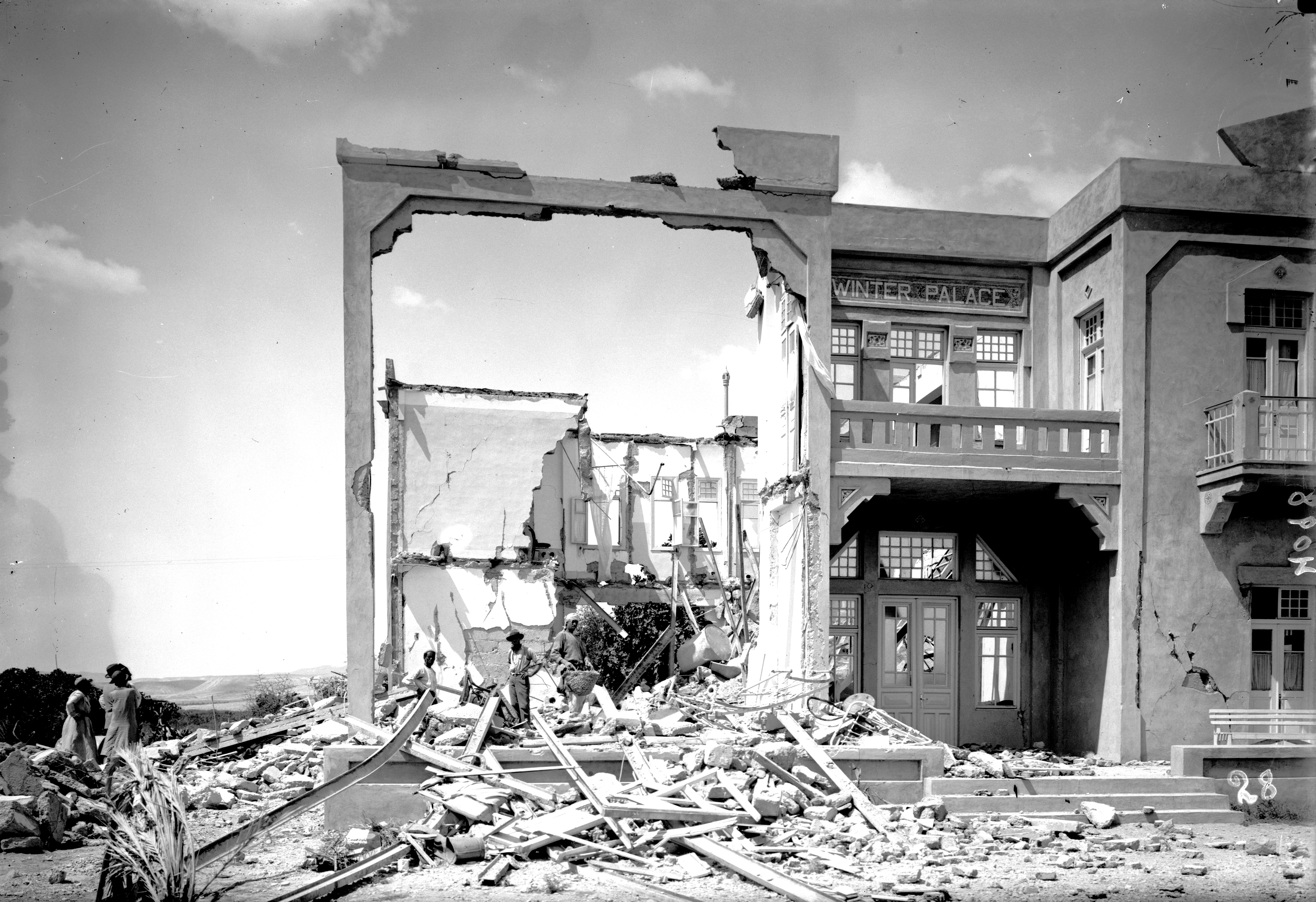
El Hotel Palacio de Invierno, destruido en Jericó